# Hilberts fjärde problem
Hilberts fjärde problem är ett av Hilberts 23 problem. I ett uttalande som härrör från den ursprungliga, var det att konstruera alla metriker med geodesiska linjer. En lösning gavs av Georg Hamel.
Det ursprungliga uttalandet av Hilbert har dock också bedömts alltför vagt för att medge ett definitivt svar.